# إلبت هرمز 900
إلبت هرمز 900 هي طائرة إسرائيلية من دون طيار متوسطة الحجم ومتعددة الحمولة، مصممة للمهمات التكتيكية في الارتفاعات المتوسطة ومدة التشغيل الطويلة. يمكن للطائرة العمل 30 ساعة في الجو، وتصل إلى ارتفاع أقصى يبلغ 30,000 قدم. مهمة الطائرة الرئيسية هي المراقبة والتنصت وترحيل الاتصالات. باع جناح الطائرة 15 مترًا ووزنها 970 كجم، مع إمكانية تحميل حمولة يبلغ وزنها 300 كجم. يمكن للطائرة حمل مستشعرات كهربصرية أو تحت الحمراء، محدد أهداف أرضية متحركة، معدات استخبارات إلكترونية واتصالات، معدات حرب إلكترونية، رادارات ذات فتحة اصطناعية ومستشعرات فائقة المطيافية.
صُنعت بعض من طائرات هرمز 900 في الهند في شراكة بين أداني ديفنس الهندية وشركة إلبت سيستمز.

## التاريخ العملياتي
استخدمت هرمز 900 أول مرة من قبل إسرائيل في عملية الجرف الصامد في يوليو 2014. وكانت الطائرة تخضع لاختبارات طيران ولم يكن من المقرر نشرها عملياتيًا حتى أواخر 2015، لكنها استخدمت في العملية لأداء مهمات معينة يمكن أن تؤديها على نحو أفضل بالمقارنة بهرمز 450. بعد أيام قليلة من تلقي أمر نشر الطائرة، أُعدت إحدى طائرات هرمز 900 من أجل «نشاط مؤقت». وكانت أولى مهامها في 15 يوليو 2014؛ إذ استخدمت كوصلة في سلسلة عمليات قادت في النهاية إلى هجوم من طائرة نفاثة مقاتلة دمرت فيه أحد البنى التحتية للمقاومة في غزة. وأجرى أفراد من شركة إلبت أعمال الصيانة للطائرة أثناء العملية حيث لم تكن فرق القوات الجوية الإسرائيلية مؤهلة بعد لهذا العمل، وكان ممثلو إلبت يوجهون مشغلي الطائرة خلال مهمات الطيران القتالي. وبعد نهاية العملية، عادت هرمز 900 لتكمل اختبارات الطيران والدمج المقررة لها. ودخلت طائرات هرمز 900 رسميًا الخدمة العملياتية في القوات الجوية الإسرائيلية في 11 نوفمبر 2015.
في 6 أبريل 2024، استهدف حزب الله اللبناني طائرة بدون طيار من طراز هيرميس 900 وأسقطها.
وفي 1 حزيران يونيو 2024 أسقط حزب الله اللبناني طائرة أخرى بصاروخ أرض - جو فوق بلدة دير كيفا في الجنوب اللبناني
في 10 حزيران 2024 أسقط حزب الله اللبناني طائرة أخرى بصاروخ أرض - جو في الريحان .
وفي 29 تشرين الأول 2024 أسقط حزب الله اللبناني طائرة أخرى بصاروخ أرض - جو فوق منطقة مرجعيون، وشوهدت تحترق .